# Жіноча збірна Анголи з футболу
Жіноча збірна Анголи з футболу — національна збірна Анголи. Керується Федерацією футболу Анголи. Уперше зіграла на Чемпіонаті Африки з футболу серед жінок 1995, програвши ПАР у півфіналі. 2002 року не пройшла груповий етап, 2006 та 2012 — кваліфікацію. З 2012 року не бере участі в чемпіонаті Африки.
Найкращий результат у рейтингу ФІФА серед жіночих збірних 82 місце, у 2003 році. Станом на 2019 рік займає 153 позицію.

## Історія
Уперше зіграла на Кубку африканських націй серед жінок 1995. У чвертьфіналі Камерун відмовився від участі, і Ангола пройшла до півфіналу. Перший офіційний матч збірна провела 7 січня на виїзді проти ПАР, програвши їм. Дома зіграли в нічию 3-3. У загальному рахунку 6-4 на користь противника. Таким чином Ангола, разом із Ганою, полишили чемпіонат.
У 2002 році зіграли переможний товариський матч зі Сан-Томе і Принсіпі, 4-2. Того ж року в серпні перемогла Екваторіальну Гвінею та ДР Конго в кваліфікації до КАН-2002, отримавши путівку до головного чемпіонату. У груповому етапі Ангола зіграла дві нічиї, 1-1, з ПАР та Зімбабве, і програла Камеруну, 1-0. У результаті зайняла третє місце, закінчивши боротьбу за кубок.
У 2003 році зіграла два товариські матчі зі Зімбабве, 0-0 та 1-0. У 2004 році — з ПАР, 2-6 та 3-2.
У 2006 році взяла участь у кваліфікації до КАН-2006, де автоматично пройшла перший раунд, унаслідок відмови Лівії, та перемогла Єгипет у другому, зі загальним рахунком 4-0 (1-0; 3-0). Проте в груповому раунді жодного разу не перемогла, відзначившись лише результативною нічиєю (3-3) з Екваторіальною Гвінеєю, де на 35-й хвилині забила гол Боумрар, а на 56-й та 76-й Боугані. Ангола посіла останнє, четверте, місце й залишила чемпіонат, а також можливість зіграти на ЧС-2007, що проходив у Китаї.
Уперше брали участь на Всеафриканських іграх у 2007 році. Спочатку в першому матчі кваліфікації перемогли ПАР (3-2), однак матч-відповідь розгромно програли (4-0). Зі загальним рахунком 6-3, покинули турнір.
Дебютували 2008 року в кваліфікації до китайської Олімпіади-2008. Унаслідок відмови Танзанії, відразу потрапили до другого раунду. Проти Гани двічі програли, 2-1 та 2-0. Набравши в сукупності 4-1, закінчили виступи в змаганні.
2010 року зіграла в кваліфікації до чемпіонату Африки, де в попередньому раунді програла Намібії 3-2 (на виїзді 2-1, удома 1-1). Двома голами відзначилась алжирка Ірене Гонсалвес.
У 2011 році Ангола у загальному рахунку програла Зімбабве 3-1 (1-1; 2-0) в кваліфікації до Всеафриканських ігор. Того ж року зіграла дві нічиї з Намібією, 2-2 та 0-0. За правилом виїзного гола, втратила можливість брати участь у лондонській Олімпіаді-2012.

## Досягнення
- Півфіналіст Кубку африканських націй серед жінок 1995
- Фіналіст Кубку КОСАФА серед жінок 2008

## Міжнародні турніри

### Чемпіонат світу
| Результати виступів на чемпіонатах світу з футболу серед жінок | Результати виступів на чемпіонатах світу з футболу серед жінок | Результати виступів на чемпіонатах світу з футболу серед жінок | Результати виступів на чемпіонатах світу з футболу серед жінок | Результати виступів на чемпіонатах світу з футболу серед жінок | Результати виступів на чемпіонатах світу з футболу серед жінок | Результати виступів на чемпіонатах світу з футболу серед жінок | Результати виступів на чемпіонатах світу з футболу серед жінок |
| Рік                                                            | Стадія                                                         | І                                                              | В                                                              | Н                                                              | П                                                              | ЗМ                                                             | ПМ                                                             |
| -------------------------------------------------------------- | -------------------------------------------------------------- | -------------------------------------------------------------- | -------------------------------------------------------------- | -------------------------------------------------------------- | -------------------------------------------------------------- | -------------------------------------------------------------- | -------------------------------------------------------------- |
| 1991                                                           | не брала участі                                                | не брала участі                                                | не брала участі                                                | не брала участі                                                | не брала участі                                                | не брала участі                                                | не брала участі                                                |
| 1995                                                           | не пройшла кваліфікацію                                        | не пройшла кваліфікацію                                        | не пройшла кваліфікацію                                        | не пройшла кваліфікацію                                        | не пройшла кваліфікацію                                        | не пройшла кваліфікацію                                        | не пройшла кваліфікацію                                        |
| 1999                                                           | не брала участі                                                | не брала участі                                                | не брала участі                                                | не брала участі                                                | не брала участі                                                | не брала участі                                                | не брала участі                                                |
| 2003                                                           | не пройшла кваліфікацію                                        | не пройшла кваліфікацію                                        | не пройшла кваліфікацію                                        | не пройшла кваліфікацію                                        | не пройшла кваліфікацію                                        | не пройшла кваліфікацію                                        | не пройшла кваліфікацію                                        |
| 2007                                                           | не пройшла кваліфікацію                                        | не пройшла кваліфікацію                                        | не пройшла кваліфікацію                                        | не пройшла кваліфікацію                                        | не пройшла кваліфікацію                                        | не пройшла кваліфікацію                                        | не пройшла кваліфікацію                                        |
| 2011                                                           | не пройшла кваліфікацію                                        | не пройшла кваліфікацію                                        | не пройшла кваліфікацію                                        | не пройшла кваліфікацію                                        | не пройшла кваліфікацію                                        | не пройшла кваліфікацію                                        | не пройшла кваліфікацію                                        |
| 2015                                                           | не брала участі                                                | не брала участі                                                | не брала участі                                                | не брала участі                                                | не брала участі                                                | не брала участі                                                | не брала участі                                                |
| 2019                                                           | ще не визначено                                                | ще не визначено                                                | ще не визначено                                                | ще не визначено                                                | ще не визначено                                                | ще не визначено                                                | ще не визначено                                                |
| Усього                                                         | 0/8                                                            | -                                                              | -                                                              | -                                                              | -                                                              | -                                                              |                                                                |

### Кубку африканських націй
| Результати виступів на Кубку африканських націй серед жінок | Результати виступів на Кубку африканських націй серед жінок | Результати виступів на Кубку африканських націй серед жінок | Результати виступів на Кубку африканських націй серед жінок | Результати виступів на Кубку африканських націй серед жінок | Результати виступів на Кубку африканських націй серед жінок | Результати виступів на Кубку африканських націй серед жінок | Результати виступів на Кубку африканських націй серед жінок |
| Рік                                                         | Стадія                                                      | І                                                           | В                                                           | Н                                                           | П                                                           | ЗМ                                                          | ПМ                                                          |
| ----------------------------------------------------------- | ----------------------------------------------------------- | ----------------------------------------------------------- | ----------------------------------------------------------- | ----------------------------------------------------------- | ----------------------------------------------------------- | ----------------------------------------------------------- | ----------------------------------------------------------- |
| 1991                                                        | не брала участі                                             | не брала участі                                             | не брала участі                                             | не брала участі                                             | не брала участі                                             | не брала участі                                             | не брала участі                                             |
| 1995                                                        | Півфінал                                                    | 2                                                           | 0                                                           | 1                                                           | 1                                                           | 4                                                           | 6                                                           |
| 1998                                                        | не брала участі                                             | не брала участі                                             | не брала участі                                             | не брала участі                                             | не брала участі                                             | не брала участі                                             | не брала участі                                             |
| 2000                                                        | не брала участі                                             | не брала участі                                             | не брала участі                                             | не брала участі                                             | не брала участі                                             | не брала участі                                             | не брала участі                                             |
| 2002                                                        | Груповий етап                                               | 3                                                           | 0                                                           | 2                                                           | 1                                                           | 2                                                           | 3                                                           |
| 2004                                                        | не брала участі                                             | не брала участі                                             | не брала участі                                             | не брала участі                                             | не брала участі                                             | не брала участі                                             | не брала участі                                             |
| 2006                                                        | не пройшла кваліфікацію                                     | не пройшла кваліфікацію                                     | не пройшла кваліфікацію                                     | не пройшла кваліфікацію                                     | не пройшла кваліфікацію                                     | не пройшла кваліфікацію                                     | не пройшла кваліфікацію                                     |
| 2008                                                        | не брала участі                                             | не брала участі                                             | не брала участі                                             | не брала участі                                             | не брала участі                                             | не брала участі                                             | не брала участі                                             |
| 2010                                                        | не пройшла кваліфікацію                                     | не пройшла кваліфікацію                                     | не пройшла кваліфікацію                                     | не пройшла кваліфікацію                                     | не пройшла кваліфікацію                                     | не пройшла кваліфікацію                                     | не пройшла кваліфікацію                                     |
| 2012                                                        | не брала участі                                             | не брала участі                                             | не брала участі                                             | не брала участі                                             | не брала участі                                             | не брала участі                                             | не брала участі                                             |
| 2014                                                        | не брала участі                                             | не брала участі                                             | не брала участі                                             | не брала участі                                             | не брала участі                                             | не брала участі                                             | не брала участі                                             |
| 2016                                                        | не брала участі                                             | не брала участі                                             | не брала участі                                             | не брала участі                                             | не брала участі                                             | не брала участі                                             | не брала участі                                             |
| Усього                                                      | Півфіналіст                                                 | 5                                                           | 0                                                           | 3                                                           | 2                                                           | 6                                                           | 9                                                           |

### Літня Олімпіада
| Результати виступів на літніх Олімпійських іграх | Результати виступів на літніх Олімпійських іграх | Результати виступів на літніх Олімпійських іграх | Результати виступів на літніх Олімпійських іграх | Результати виступів на літніх Олімпійських іграх | Результати виступів на літніх Олімпійських іграх | Результати виступів на літніх Олімпійських іграх | Результати виступів на літніх Олімпійських іграх |                         |
| Рік                                              | Стадія                                           | І                                                | В                                                | Н                                                | П                                                | ЗМ                                               | ПМ                                               |                         |
| ------------------------------------------------ | ------------------------------------------------ | ------------------------------------------------ | ------------------------------------------------ | ------------------------------------------------ | ------------------------------------------------ | ------------------------------------------------ | ------------------------------------------------ | ----------------------- |
| 1996                                             | не брала участі                                  | не брала участі                                  | не брала участі                                  | не брала участі                                  | не брала участі                                  | не брала участі                                  | не брала участі                                  | не брала участі         |
| 2000                                             | не брала участі                                  | не брала участі                                  | не брала участі                                  | не брала участі                                  | не брала участі                                  | не брала участі                                  | не брала участі                                  | не брала участі         |
| 2004                                             | не брала участі                                  | не брала участі                                  | не брала участі                                  | не брала участі                                  | не брала участі                                  | не брала участі                                  | не брала участі                                  | не брала участі         |
| 2008                                             | не пройшла кваліфікацію                          | не пройшла кваліфікацію                          | не пройшла кваліфікацію                          | не пройшла кваліфікацію                          | не пройшла кваліфікацію                          | не пройшла кваліфікацію                          | не пройшла кваліфікацію                          | не пройшла кваліфікацію |
| 2012                                             | не пройшла кваліфікацію                          | не пройшла кваліфікацію                          | не пройшла кваліфікацію                          | не пройшла кваліфікацію                          | не пройшла кваліфікацію                          | не пройшла кваліфікацію                          | не пройшла кваліфікацію                          | не пройшла кваліфікацію |
| 2016                                             | не пройшла кваліфікацію                          | не пройшла кваліфікацію                          | не пройшла кваліфікацію                          | не пройшла кваліфікацію                          | не пройшла кваліфікацію                          | не пройшла кваліфікацію                          | не пройшла кваліфікацію                          | не пройшла кваліфікацію |
| 2020                                             | не брала участі                                  | не брала участі                                  | не брала участі                                  | не брала участі                                  | не брала участі                                  | не брала участі                                  | не брала участі                                  | не брала участі         |
| Усього                                           | 0/7                                              | 0                                                | 0                                                | 0                                                | 0                                                | 0                                                | 0                                                |                         |

### Всеафриканські ігри
| Результати виступів на Всеафриканських іграх | Результати виступів на Всеафриканських іграх | Результати виступів на Всеафриканських іграх | Результати виступів на Всеафриканських іграх | Результати виступів на Всеафриканських іграх | Результати виступів на Всеафриканських іграх | Результати виступів на Всеафриканських іграх | Результати виступів на Всеафриканських іграх |                         |
| Рік                                          | Стадія                                       | І                                            | В                                            | Н                                            | П                                            | ЗМ                                           | ПМ                                           |                         |
| -------------------------------------------- | -------------------------------------------- | -------------------------------------------- | -------------------------------------------- | -------------------------------------------- | -------------------------------------------- | -------------------------------------------- | -------------------------------------------- | ----------------------- |
| 2003                                         | не брала участі                              | не брала участі                              | не брала участі                              | не брала участі                              | не брала участі                              | не брала участі                              | не брала участі                              | не брала участі         |
| 2007                                         | не пройшла кваліфікацію                      | не пройшла кваліфікацію                      | не пройшла кваліфікацію                      | не пройшла кваліфікацію                      | не пройшла кваліфікацію                      | не пройшла кваліфікацію                      | не пройшла кваліфікацію                      | не пройшла кваліфікацію |
| 2011                                         | не пройшла кваліфікацію                      | не пройшла кваліфікацію                      | не пройшла кваліфікацію                      | не пройшла кваліфікацію                      | не пройшла кваліфікацію                      | не пройшла кваліфікацію                      | не пройшла кваліфікацію                      | не пройшла кваліфікацію |
| 2015                                         | не брала участі                              | не брала участі                              | не брала участі                              | не брала участі                              | не брала участі                              | не брала участі                              | не брала участі                              | не брала участі         |
| 2019                                         | ще не визначено                              | ще не визначено                              | ще не визначено                              | ще не визначено                              | ще не визначено                              | ще не визначено                              | ще не визначено                              | ще не визначено         |
| Усього                                       | 0/5                                          | 0                                            | 0                                            | 0                                            | 0                                            | 0                                            | 0                                            |                         |

## Матчі
| Дата              | Противник            | Результат | Рахунок        | Змагання                                    | Стадія                              |
| ----------------- | -------------------- | --------- | -------------- | ------------------------------------------- | ----------------------------------- |
| 7 січня 1995      | ПАР                  | Поразка   | 1–3            | Чемпіонат Африки з футболу серед жінок 1995 | Півфінал                            |
| 21 січня 1995     | ПАР                  | Нічия     | 3–3            | Чемпіонат Африки з футболу серед жінок 1995 | Півфінал                            |
| 2 липня 2002      | Сан-Томе і Принсіпі  | Перемога  | 4–2            | Товариський матч                            | —                                   |
| 11 серпня 2002    | Екваторіальна Гвінея | Перемога  | 3–0            | Чемпіонат Африки з футболу серед жінок 2002 | Кваліфікація. Перший раунд          |
| 24 серпня 2002    | Екваторіальна Гвінея | Перемога  | 3–1            | Чемпіонат Африки з футболу серед жінок 2002 | Кваліфікація. Перший раунд          |
| 22 вересня 2002   | ДР Конго             | Перемога  | 1–0            | Чемпіонат Африки з футболу серед жінок 2002 | Кваліфікація. Другий раунд          |
| 11 жовтня 2002    | ДР Конго             | Поразка   | 0–1 (пен. 5:4) | Чемпіонат Африки з футболу серед жінок 2002 | Кваліфікація. Другий раунд          |
| 8 грудня 2002     | Зімбабве             | Нічия     | 1–1            | Чемпіонат Африки з футболу серед жінок 2002 | Груповий етап                       |
| 11 грудня 2002    | ПАР                  | Нічия     | 1–1            | Чемпіонат Африки з футболу серед жінок 2002 | Груповий етап                       |
| 14 грудня 2002    | Камерун              | Поразка   | 0–1            | Чемпіонат Африки з футболу серед жінок 2002 | Груповий етап                       |
| 26 жовтня 2003    | Зімбабве             | Нічия     | 0–0            | Товариський матч                            | —                                   |
| 8 листопада 2003  | Зімбабве             | Перемога  | 1–0 (дч)       | Товариський матч                            | —                                   |
| 1 лютого 2004     | ПАР                  | Поразка   | 2–6            | Товариський матч                            | —                                   |
| 14 лютого 2004    | ПАР                  | Перемога  | 3–2            | Товариський матч                            | —                                   |
| 12 березня 2006   | Екваторіальна Гвінея | Перемога  | 3–2            | Чемпіонат Африки з футболу серед жінок 2006 | Кваліфікація. Другий раунд          |
| 26 березня 2006   | Екваторіальна Гвінея | Поразка   | 1–3            | Чемпіонат Африки з футболу серед жінок 2006 | Кваліфікація. Другий раунд          |
| 22 серпня 2006    | Зімбабве             | Поразка   | 1–3            | Кубок КОСАФА 2006                           | Груповий етап                       |
| 24 серпня 2006    | Зімбабве             | Поразка   | 0–1            | Кубок КОСАФА 2006                           | Груповий етап                       |
| 27-29 жовтня 2006 | Танзанія             | Перемога  | т. п.          | Олімпіада-2008                              | Кваліфікація. Попередній раунд      |
| 21 січня 2007     | ПАР                  | Перемога  | 3–2            | Всеафриканські ігри 2007                    | Кваліфікація. Зона VI               |
| 4 лютого 2007     | ПАР                  | Поразка   | 0–4            | Всеафриканські ігри 2007                    | Кваліфікація. Зона VI               |
| 17 лютого 2007    | Гана                 | Поразка   | 1–2            | Олімпіада-2008                              | Кваліфікація. Перший раунд          |
| 11 березня 2007   | Гана                 | Поразка   | 0–2            | Олімпіада-2008                              | Кваліфікація. Перший раунд          |
| 3 травня 2008     | Мозамбік             | Перемога  | 4–0            | Товариський матч                            |                                     |
| 4 травня 2008     | Есватіні             | Перемога  | 2–0            | Товариський матч                            |                                     |
| 6 травня 2008     | Намібія              | Перемога  | 3–0            | Товариський матч                            |                                     |
| 7 березня 2010    | Намібія              | Поразка   | 1–2            | Чемпіонат Африки з футболу серед жінок 2010 | Кваліфікація. Перший раунд          |
| 21 березня 2010   | Намібія              | Нічия     | 1–1            | Чемпіонат Африки з футболу серед жінок 2010 | Кваліфікація. Перший раунд          |
| 15 січня 2011     | Намібія              | Нічия     | 2–2            | Олімпіада-2012                              | Кваліфікація. Другий раунд          |
| 29 січня 2011     | Намібія              | Нічия     | 0–0            | Кваліфікація. Другий раунд                  |                                     |
| 1 травня 2011     | Зімбабве             | Нічия     | 1–1            | Всеафриканські ігри 2011                    | Кваліфікація. Зона VI: другий раунд |
| 15 травня 2011    | Зімбабве             | Поразка   | 0–2            | Всеафриканські ігри 2011                    | Кваліфікація. Зона VI: другий раунд |

## Статистика протистоянь
Станом на 23 червня 2014 року.
| Суперник             | І  | В  | Н | П  | ЗМ | ПМ | РМ |
| -------------------- | -- | -- | - | -- | -- | -- | -- |
| Гана                 | 2  | 0  | 0 | 2  | 1  | 4  | −3 |
| ДР Конго             | 2  | 1  | 0 | 1  | 1  | 1  | 0  |
| Екваторіальна Гвінея | 4  | 3  | 0 | 1  | 10 | 6  | +4 |
| Зімбабве             | 7  | 1  | 3 | 3  | 4  | 8  | -4 |
| Камерун              | 1  | 0  | 0 | 1  | 0  | 1  | -1 |
| Мозамбік             | 1  | 1  | 0 | 0  | 4  | 0  | +4 |
| Намібія              | 5  | 1  | 3 | 1  | 7  | 5  | +2 |
| ПАР                  | 7  | 2  | 2 | 3  | 13 | 21 | -8 |
| Сан-Томе і Принсіпі  | 1  | 1  | 0 | 0  | 4  | 2  | +2 |
| Есватіні             | 1  | 1  | 0 | 0  | 2  | 0  | +2 |
| Усього               | 31 | 11 | 8 | 12 | 46 | 48 | −2 |